# Maraña
Maraña település Spanyolországban, León tartományban. Lakosainak száma 111 fő (2024).

## Földrajza
Maraña Burón, Acebedo, Puebla de Lillo, Casu és Ponga községekkel határos.

## Népesség
A település lakosságának változását az alábbi diagram mutatja:
| Lakosok száma | 176  | 169  | 164  | 148  | 162  | 145  | 121  | 115  | 112  | 111  |
|               | 2001 | 2004 | 2007 | 2009 | 2012 | 2014 | 2017 | 2019 | 2022 | 2024 |